# Gage Golightly
Gage Golightly (5 september 1993) is een Amerikaanse actrice. Ze is vooral bekend door haar rol als Hayley Steele in The Troop. Daarnaast is ze ook bekend als Erica Reyes in Teen Wolf. Ook had ze nog een gastrol als Vanessa in The Suite Life of Zack & Cody. In 2011 speelde ze een gastrol in Big Time Rush als Annie en in True Jackson.